# Lilli Gyldenkilde
Lilli Helletofte Gyldenkilde f. Pedersen (13. februar 1936 i Horsens – 8. august 2003 smst) var en dansk politiker, der var medlem af Folketinget og Europa-Parlamentet for Socialistisk Folkeparti.
Først var Gyldenkilde medlem af Socialdemokratiet, men meldte sig ud grundet uenighed i partiets EF-politik. Hun blev medlem i Folketinget i 1977, først som suppleant, siden som valgt i Horsenskredsen. Hun tegnede i mange år SF's profil i arbejdsmarkeds-, ligestillings- og pensionsspørgsmål. Folketingskarrieren sluttede i 1994. I de sidste år besad Gyldenkilde SF's plads i Folketingets Præsidium. Hun plejede et nært venskab med en af sine største politiske modstandere, Fremskridtspartiets Kirsten Jacobsen. De to var i 1996-1997 brevkasseredaktører i DR-programmet Spørg Lilli og Kirsten.
I 1994 stillede Gyldenkilde op til Europa-Parlamentet og blev valgt med over 100.000 personlige stemmer. Hun blev bl.a. næstformand for Den Europæiske Venstrefløjs Fællesgruppe/Nordisk Grønne Venstre, men måtte allerede efter et år nedlægge sit mandat som følge af kræftsygdom.